# Peyrestortes
Peyrestortes – miejscowość i gmina we Francji, w regionie Oksytania, w departamencie Pireneje Wschodnie.
Według danych na rok 1990 gminę zamieszkiwało 1286 osób, a gęstość zaludnienia wynosiła 162 osoby/km² (wśród 1545 gmin Langwedocji-Roussillon Peyrestortes plasuje się na 284. miejscu pod względem liczby ludności, natomiast pod względem powierzchni na miejscu 861.).

## Populacja

Populacja Peyrestortes w latach 1962–2008